# Nothidris latastei
Nothidris latastei är en myrart som först beskrevs av Carlo Emery 1895.  Nothidris latastei ingår i släktet Nothidris och familjen myror. Inga underarter finns listade i Catalogue of Life.